# Via ferrata Zacchi
La via ferrata Luigi Zacchi è una via ferrata che va dal "Portòn" (1780 m), a circa 40 minuti dal Rifugio 7º Alpini (1502 m), al bivacco Ugo Dalla Bernardina (2320 m), non lontano dalla Gusela del Vescovà, lungo la parete sud della Schiara, sopra la città di Belluno.
È considerata una delle vie ferrate più belle e difficili delle Dolomiti (pur essendo al di fuori del circolo delle cime dolomitiche più frequentate), anche se la massiccia presenza di scalette ne limita un po' il fascino. La ferrata sale quasi sempre in verticale alternando pezzi ferrati (presenza di molti camini), e pezzi di sentiero non attrezzati, mentre l'ultimo passaggio che conduce al bivacco è in orizzontale, lungo la cosiddetta cengia Zacchi. Il tempo di percorrenza della via ferrata è di circa 3 ore. L'ascesa alla vetta della Schiara è possibile grazie alla via ferrata Berti, in circa un'ora.

## Accesso
Dalla città di Belluno, passando per il borgo di Bolzano Bellunese, si arriva in località Case Bortot, dove c'è il parcheggio. Di lì si sale al rifugio 7º Alpini (3 ore di cammino e circa 1000 m di dislivello), e in circa 40 minuti si raggiunge il "Portòn" (da vedere l'affresco dell'artista locale Fiabane), dove c'è l'attacco della ferrata.

## Ferrata
La prima sezione della Ferrata è in comune con la Ferrata Piero Rossi (già Ferrata Marmol) fino a un bivio segnalato. La Ferrata Zacchi termina dopo un dislivello di 540 m nei pressi del Bivacco Ugo dalla Bernardina di fronte alla caratteristica sagoma della Gusela del Vescovà.

## Discesa
La discesa può avvenire dalla Via ferrata Sperti oppure salendo in vetta allo Schiara tramite la Ferrata Berti scendendo quindi dalla Ferrata Piero Rossi sul versante est fino al rientro al Rifugio VII Alpini.

## Altre ferrate nella zona
- Via ferrata Gianangelo Sperti
- Via ferrata Antonio Berti
- Via ferrata Piero Rossi